# Рагулі (річка)
Рагулі, також балка Кучерла (рос. Рагули, балка Кучерла) — річка в Росії, протікає в Ставропольському краї. Гирло річки — Чограйське водосховище, раніше знаходилося на 109 км по правому березі річки Східний Манич. Довжина річки становить 117 км, площа водозбірного басейну 1060 км².
В 50 км від гирла, по лівому березі річки впадає річка Велика Джухта.

## Дані водного реєстру
За даними державного водного реєстру Росії відноситься до Західно-Каспійського басейнового округу, водогосподарська ділянка річки — Східний Манич від витоку до Чограйського гідровузла. Річковий підбассейн річки — подбассейн відсутній. Річковий басейн річки — безстічні райони межиріччя Терека, Дону і Волги.
За даними геоінформаційної системи водогосподарського районування території РФ, підготовленої Федеральним агентством водних ресурсів:
- Код водного об'єкта в державному водному реєстрі — 07010000112108200001282
- Код за гідрологічною вивченістю (ГІ) — 108200128
- Код басейну — 07. 01. 00. 001
- Номер тома з ГІ — 08
- Випуск за ГІ — 2

## Топографічні карти
- Аркуш карти L-38-XXI Арзгир. Масштаб: 1 : 200 000. (рос.) Зазначити дату випуску/стану місцевості. — гирло річки